# Toolkit
Toolkit est un mot anglais qui est utilisé en informatique et le plus souvent dans le contexte des interfaces graphiques. Ce mot, qui signifie littéralement boîte à outils, peut désigner :
- un « widget toolkit » (une bibliothèque logicielle pour la conception d'interface graphique) ;
- Toolkits for User Innovation.

## Liste de toolkits
Les bibliothèques suivantes comportent le mot toolkit dans leur désignation :
- Abstract Window Toolkit
- Accessibility Toolkit
- Adventure Game Toolkit
- Atlas toolkit
- B-Toolkit
- BOOP Toolkit
- Battlefield Mod Development Toolkit
- Claro toolkit
- Dojo
- FOX Toolkit
- GTK, the GIMP Toolkit
- Gwt, Google Web Toolkit
- Globus Toolkit
- Harmony toolkit
- Insight Segmentation and Registration Toolkit
- Infovis Toolkit, for Information Visualization
- Jumpstart Enterprise Toolkit
- Lisp Widget Toolkit
- Luxor (toolkit)
- Molecular Modelling Toolkit
- Multidimensional hierarchical toolkit
- Sun Java Wireless Toolkit
- OpenGL utility toolkit
- Qt (toolkit)
- Motif (widget toolkit)
- Natural Language Toolkit
- Portable, Extensible Toolkit for Scientific Computation
- RPG Toolkit
- RWTH FSA Toolkit
- Rich Internet Application Toolkit (Rialto)
- Scedu Tender Readiness Toolkit
- Sprite Animation Toolkit
- Standard Widget Toolkit
- Synthesis Toolkit
- Template Toolkit
- TIBCO General Interface AJAX Rich Internet Application Toolkit
- The Coroner's Toolkit
- User Interface Toolkit (UIM)
- Visualization Toolkit (VTK)
- WxPython
- X Toolkit